# Contrasigillum
Contrasigillum (łac. contra 'przeciw', sigillum 'pieczęć, herb umieszczony na pieczęci') – rodzaj pieczęci, której odcisk umieszczano niekiedy na odwrocie pieczęci głównej. Podstawową funkcją contrasigillum było dodatkowe zabezpieczenie pieczęci głównej przed fałszerstwem bądź przywieszeniem jej, wbrew woli wystawcy, przy innym dokumencie. Ułatwiało weryfikację autentyczności pieczęci głównej oraz opatrzonego nią dokumentu.
Contrasigillum używano od XII wieku, a w Polsce pojawiła się w XIII wieku i utrzymała do XV wieku. Najczęściej używano jej na Śląsku, Mazowszu oraz w kancelariach Przemysła II, Władysława Łokietka i Kazimierza Wielkiego.